# Windpark Spoorwind
Windpark Spoorwind is een windmolenpark gelegen op het grondgebied van de Nederlandse gemeente Staphorst, langs de spoorlijn Zwolle-Meppel. 
Het windpark is in 2003 geplaatst en bestaat uit drie Enercon E66/2000 windturbines met een gezamenlijk vermogen van 6 megawatt. De opbrengst van de windturbines gezamenlijk is ongeveer 12 miljoen kWh aan stroom per jaar, wat overeenkomt met het verbruik van 4500 tot 5000 huishoudens.
Het windpark doet ook aan maatschappelijke dienstverlening. Zo is zij sponsor van het eerste voetbalelftal van Rouveen.